# 南越前町立南越前中学校
南越前町立南越前中学校（みなみえちぜんちょう みなみえちぜんちゅうがっこう）は、福井県南条郡南越前町東大道にある公立中学校。略称は南越前中（みなみえちぜんちゅう）。

## 概要
町立南条中学校、同今庄中学校、同河野中学校を統合して誕生した、南越前町唯一の中学校である。校舎をはじめとした各施設は、旧南条中学校のものを使用している。

## 沿革
- 2020年（令和2年）3月 - 町議会定例会にて南条中学校・今庄中学校・河野中学校を統合する方針を固める[2]。
- 2022年（令和4年）
  - 4月1日 - 「南越前町立南越前中学校」として3校を統合し、開校[1][3]。
  - 4月9日 - 開校式を挙行[1]。

## 教育目標
2022年度の教育目標。
- 立志（知）
- 清心（徳）
- 躍動（体）

## 部活動

### 運動部
- 野球部
- サッカー部
- バレー部 - 男女別
- 卓球部 - 男女別
- 剣道部

### 文化部
- 吹奏楽部
- 文化芸術部

出典：

## 学区
町唯一の中学校のため、町内全域が学区である。

## 進学前小学校
- 南越前町立南条小学校
- 南越前町立今庄小学校
- 南越前町立湯尾小学校
- 南越前町立河野小学校

出典：

## アクセス

### 鉄道
- ハピラインふくい線 - 南条駅から徒歩で約5分

## 周辺
- 南条地区公民館
- 南越前町役場
- 南越前町立南条小学校
- 南条こども園